# Ágnes Gergely
Ágnes Gergely (Endrőd, Hungría, 1933) es una escritora húngara, educadora, periodista y traductora.

## Biografía
Ágnes Guttmann nació en Endrőd, un pueblo de la Gran llanura húngara en el seno de una familia judía, su madre Fenákel Rózsika y su padre György Guttmann, quien murió en el Holocausto. Su padre murió como trabajador forzado en el Holocausto. Adoptó su seudónimo "Gergely" de la novela Eclipse de la luna creciente del escritor húngaro Géza Gárdonyi porque deseaba ser valiente como el héroe de la historia, Gergely Bornemissza.
Empezó a trabajar en una fábrica en el año 1950 y posteriormente estudió literatura húngara e inglesa en la Universidad de Budapest. Fue profesora de secundaria, productora radiofónica y editora para la revista literaria semanal Nagyvilág. De 1973 a 1974, Gergely participó en el Programa Internacional de Escritura en la Universidad de Iowa. También tradujo trabajos ingleses y americanos a húngaro y fue profesora de literatura inglesa en la Universidad Eötvös Loránd.

## Obras
- Ajtófélfámon jel vagy. Magvető, Budapest 1963.
- A tolmács. Regény. Szépirodalmi Könyvkiadó, Budapest 1973.
- Die Dolmetscherin. Roman. Aus dem Ungarischen von Hans Skirecki. Verlag Volk und Welt, Berlín 1983.
- Stációk. Regény. Szépirodalmi Könyvkiadó, Budapest 1983.[6]
- Őrizetlenek. Regény. Balassi Kiadó, Budapest 2000.[7]
- Die Unbehüteten. Roman. Aus dem Ungarischen von Hans Skirecki. Aufbau Verlag, Berlín 2002.[8]

## Premios y reconocimientos
- 1977 y 1987 Premio Attila-József-Preis.[2][5]
- 2000 Premio Kossuth.[2][5]